# Dračí skála (Krušné hory)
Dračí skála (953 m n. m.) je vrchol ležící 3 km jihovýchodně od Perninského vrchu a 2 km jižně od Perninku. Na plochém vrcholu je seskupeno množství žulových skal. Jižně od vrcholu se nachází v přírodní rezervaci Oceán zachovalé rašeliniště. Přibližně 2 km jižně, poblíž druhého konce rezervace, leží Trousnická skála (948 m n. m.)

## Dostupnost
Přístup je odbočkou z modře značené cesty ze Pstruží do Vysoké Pece vedoucí od železničního přejezdu na silnici z Perninku do Nejdku na nejvyšším místě železniční trati z Karlových Varů do Potůčků. Další možnost přístupu je po lesní cestě z Perninku vedoucí od lyžařského areálu Velflink, asi po dvou kilometrech se setká s modře značenou cestou, od křižovatky po modré cestě doprava (na západ).